# Vlk kanadský
Vlk kanadský nebo vlk obecný kanadský (Canis lupus occidentalis) je psovitá šelma, poddruh vlka obecného. Obývá hluboké lesy Kanady a Aljašky, dokonce je jedním z nejpočetnějších druhů vlků v Severní Americe. Vlci v Severní Americe si po dlouhá léta žili mnohem lépe, než evropští vlci, kteří byli pronásledováni a hubeni. Latinský název Canis lupus occidentali dal tomuto vlku přírodovědec Sir John Richardson v roce 1829. Do Severní Ameriky tito vlci pravděpodobně přišli po poslední době ledové.

## Popis

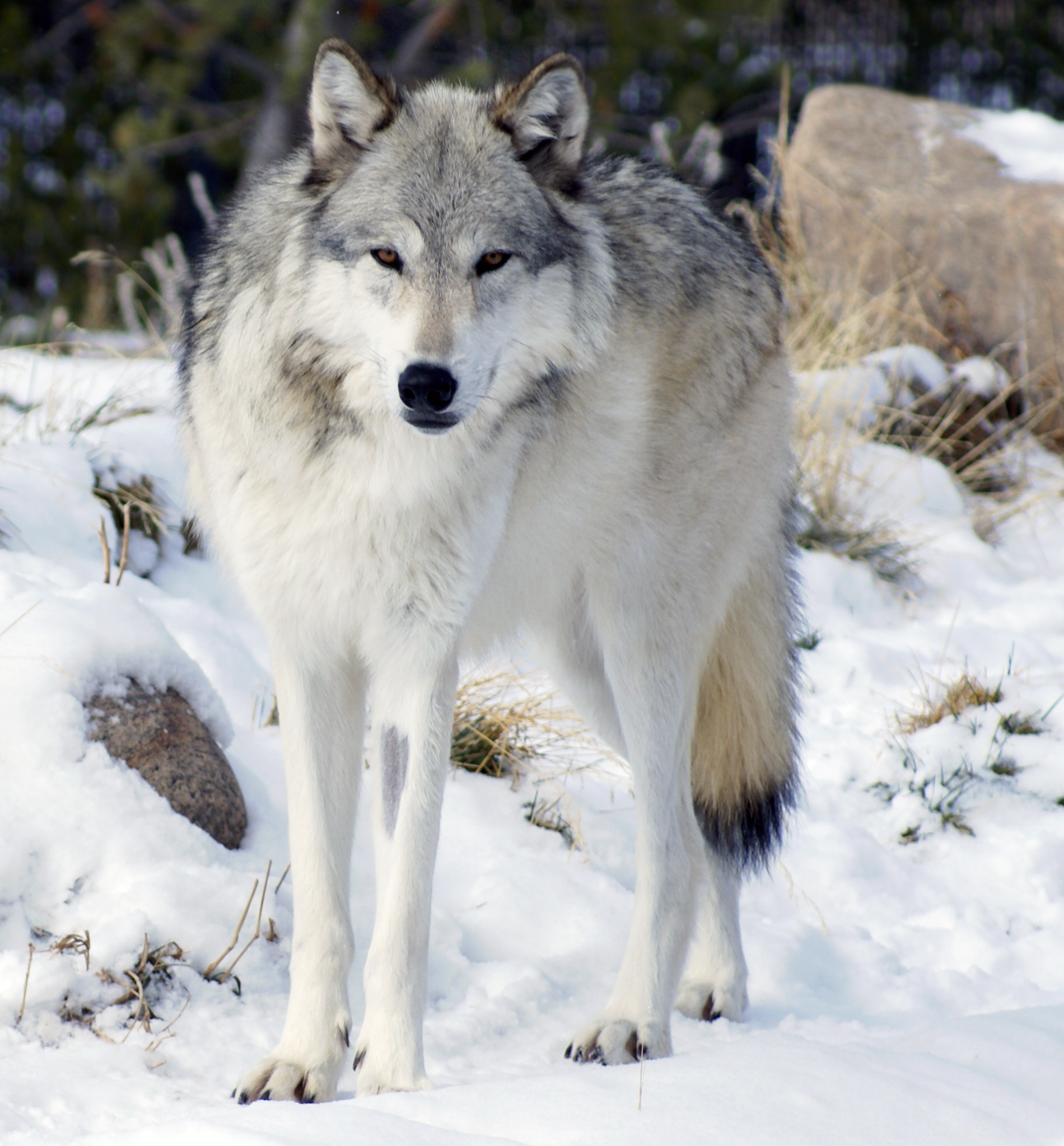

Kanadští vlci jsou jedním z největších poddruhů vlků, někteří samci v Britské Kolumbii mají 45 až 61 kg, v Albertě okolo 48 kg a 40 kg v Yukon. Nejtěžší zaznamenaný exemplář byl zabit na východě centrální Aljašky v červenci 1939 vážil 79,4 kg. Sir John Richardson popsal vlka kanadského jako robustního vlka s těžší konstrukcí a postavou než jsou vlci evropští, s větší, kulatou hlavou a více tupým čenichem. Jeho uši jsou také kratší, a jeho srst huňatější. Dlouhé a štíhlé nohy s kulatými tlapkami. Jejich srst může mít různé barvy, od celočerné, po klasickou šedou, která směrem dolů po bocích světlá až do čistě bílé.
Živí se převážně telaty bizonů a losy. Při lovu smečka dobře spolupracuje, dá stádo do pohybu a jedinci, kteří čekají před stádem se pokusí oddělit předem vyhlídnutého slabšího jedince. Odhaduje se, že 50 % nemocných losů v Yellowstonském národním parku je zabito těmito vlky.

## Vztah k člověku
Vlk kanadský je mírně agresivnější vůči člověku, než třeba vlk eurasijský. U vlka eurasijského byl poslední útok na člověka zaznamenán ve 20. století, zatím co vlk kanadský napadl a téměř zkonzumoval člověka ve 21. století již dvakrát. Poprvé, v roce 2005, byl muž zabit v Saskatchewan v Kanadě, další byla v roce 2010 žena zabita při joggingu nedaleko Chignik Lake na Aljašce. Přesto je to poměrně plachý vlk, který se lidským obydlím snaží vyhýbat.